# 新化母子命案
新化母子命案，是發生在臺南縣新化鎮（今臺南市新化區）的一起命案，於2003年8月13日發生，兇手劉華崑販賣線上遊戲的虛擬寶物予網咖女店主陳美莉，因認為陳女給予金錢過少，於是決定潛入陳女住處行竊，失風後改為搶劫，並殺害陳美莉與其子康哲溱，全案於同年11月22日破案，恰好是兩位死者的百日。2024年，憲法法庭受理由劉華崑等37名死刑犯提出的死刑釋憲案。

## 犯人簡歷
劉華崑是一名年輕的遊民，與網咖老闆娘陳美莉熟識，常到網咖玩線上遊戲，陳美莉同情他，聘用他為員工，但劉華崑好喫懶做，瞬即離職，但陳美莉還經常收購劉某的虛擬寶物，認為是幫劉某一把。但劉某因無力支出花用，亦在外行竊，當時正因為竊盜罪被通緝。

## 犯案過程
2003年8月12日，劉華崑販賣線上遊戲「天堂」虛擬寶物給陳美莉，獲利三千元，但劉華崑看見陳女皮夾中尚有數千元，認為陳女給得太少。且陳女丈夫康育斌在中國經商，家中只有她與幼子康哲溱，並無成年男性守護，決定半夜潛入陳美莉家中行竊。
8月13日，凌晨1時30分，劉華崑用從大樓一、三樓等地取得的螺絲起子與水果刀，撬開陳美莉四樓住處大門後進入屋內，他從屋內略開的臥室房門窺視陳美莉、康哲溱母子兩人在內，等陳女走出房門時，劉華崑以右手向後壓制，左手勒住陳女的脖子，強行拖進房內，並以絲襪塞住陳女嘴巴，在床上以浴巾綑綁手腳，搜刮陳女皮夾，取得七千元現金的同時，康童突然醒來，劉嫌再以小孩的內衣物綑綁康童的手、腳並塞住嘴巴。
劉華崑在臥室內拚命搜索，未發現財物，前往客廳繼續搜刮，但發現臥室無聲無響，立刻前往臥室查看，才發現陳女自行掙脫綑綁，並試圖撥打電話報警，劉華崑決定殺死陳女，勒住其脖子，並壓住其頭部，使之窒息。確定陳女死亡後，見陳女面貌姣好，突然間色心大起，一面手淫，一面舔舐陳女遺體乳房，最後仍未盡興，不顧當時陳女為生理期，依然指姦其遺體，一分鐘即射精。劉為了掩蓋真相，將陳女的遺體泡入浴缸，偽裝陳女為溺死。劉華崑認為六歲的康童認識自己，恐怕遭到指認，亦將康童吊掛在衣櫃內絞死滅口，並認真清理現場，清晨4點去除証據後才離去。
上午9點30分，二女兒康巧慧打電話回家遲遲無人接聽，請鎖匠開門後才發現屍體，而當時在港明高中國中部上課的大女兒康蜜馨就彷彿受到心靈感應渾身不舒服，她致電回家詢問後才知道惡耗，由教官護送回家。
劉華崑認為還是可能東窗事發，為了避免警方追緝，於是投案，以竊盜罪入獄服刑，以為神不知鬼不覺。孰料他因手淫射精，棉被中尚有一滴精液，且因絞死康童之時留下汗漬，成為鐵証而被捕。

## 後續
本案於2005年5月20日被最高法院判處劉華崑死刑定讞，目前羈押於臺南看守所，等待槍決。雖然兇手犯行兇殘毫無人性，但2024年四月為止兇嫌依舊未伏誅，長達18年。2024年，憲法法庭受理由劉華崑等37名死刑犯提出的死刑釋憲案。